# Paoletta Magoniová
Paoletta Magoni, provdaná Paoletta Sforzaová (* 14. září 1964, Selvino) je bývalá italská alpská lyžařka. Na olympijských hrách v Sarajevu roku 1984 vyhrála závod ve slalomu. Jejím nejlepším výsledkem z mistrovství světa je bronz ze slalomu, ze šampionátu v Bormiu roku 1985. Ve světovém poháru vyhrála jeden závod, třikrát stála na stupních vítězů. Jejím nejlepším celkovým výsledkem ve světovém poháru je osmé místo ve slalomu z roku 1985. Je též pětinásobnou mistryní Itálie, čtyřikrát ze slalomu (1984, 1985, 1987, 1988), jednou z kombinace (1980). Kariéru ukončila po hrách v Calgary roku 1988.